# 연기 감지기

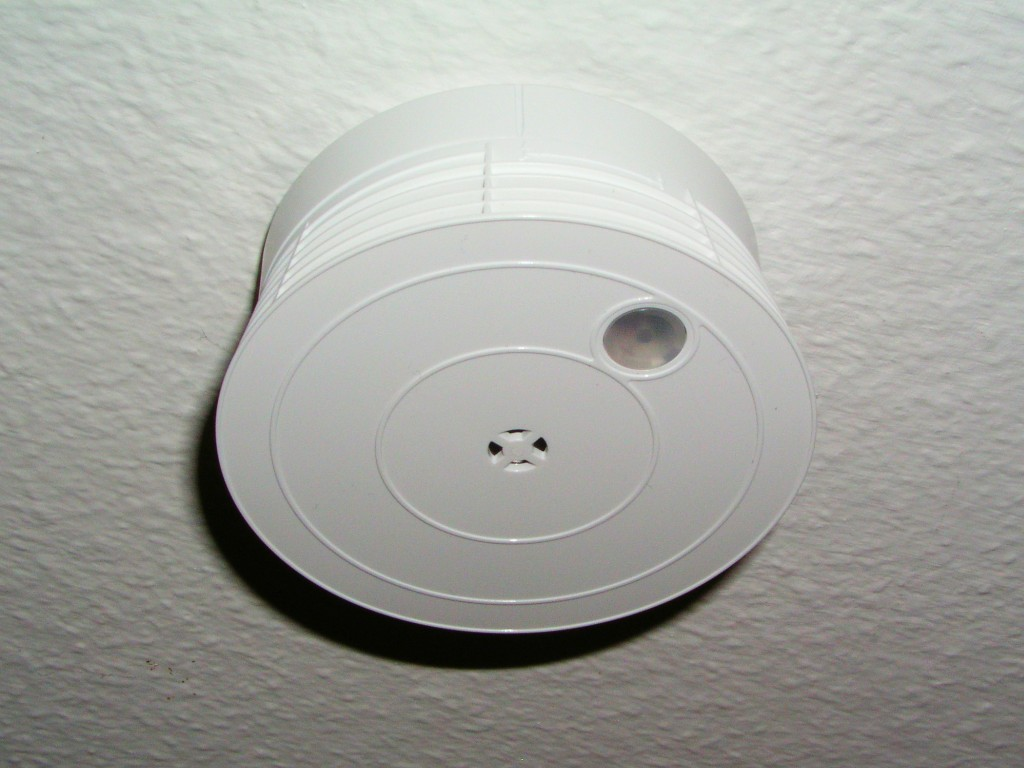
연기 감지기

연기 감지기(煙氣 感知器)는 연기를 감지하여 화재를 경보하는 장치이며, 화재 감지기(火災 感知器)라고도 한다. 회사에서 사용하는 연기 감지기는 주로 화재 경보 시스템의 일부인 화재 경보기 제어반에서 사용하는 신호로 활용되며, 가정에서 사용하는 연기 감지기는 스스로 시각적 또는 청각적인 경보 장치의 역할을 한다.
종류는 형태상으로 원형과 네모형으로 나뉘며, 원형은 주로 천장에 장착하고 네모형은 벽면에 설치된다. 또한 설치 방식이나 전원 방식, 감지 방식, 경보 방식, 작동 방식 등에 따라 다양한 종류로 세분화된다.
연기 감지기에는 악티늄족 방사성 원소인 아메리슘이 사용된다. 연기 감지기 안 아메리슘에서 알파선이 복사되고 있어서 연기가 들어가면 알파선이 차단되기 때문에 연기를 감지할 수 있다. 연기 감지기 안 방사성 원소인 아메리슘은 극히 미량으로 들어 있으므로, 피폭될 걱정은 안 해도 된다.

## 같이 보기
- 소화기
- 화재 경보기
- 화재